# Hanna Verboom
Hanna Verboom (Vilvoorde, 11 mei 1983) is een Nederlandse actrice en presentatrice.

## Biografie
Verboom werd geboren in België, maar groeide op in Kenia, Oeganda en Soedan. Haar ouders werkten daar als ontwikkelingswerkers en bouwden er onder andere een ziekenhuis. Rond haar twaalfde jaar verhuisde het gezin naar Nederland. Als tiener woonde zij in Elst. Zij ging twee jaar naar het Ichthus College in Veenendaal, vervolgens naar het CLV in Veenendaal. Daarna volgde ze het vwo aan het Sint-Laurenscollege in Rotterdam en begon daarna met de vooropleiding aan de toneelschool. Een jaar later begon ze aan zowel de studie filosofie als economie aan de Universiteit van Amsterdam die ze in 2005 afbrak. Inmiddels was ze begonnen met een modellencarrière. Ze won een Elite Model Look-wedstrijd in 2003 en was te zien in diverse commercials en in bijrollen in Nederlandse tv-series zoals Baantjer en in een soap getiteld Jong Zuid.

## Carrière

### Acteren
Haar doorbraak bij het grote publiek kwam in 2004 toen ze Ruud de Wild als presentator opvolgde in het BNN muziekprogramma Top of the Pops en door haar hoofdrol in de romantische komedie Snowfever, een Nederlandse bioscoopfilm over een groep jonge wintersporters. Het jaar daarop speelde Verboom in de Amerikaanse film Deuce Bigalow: European Gigolo, die werd opgenomen in Nederland en was ze in enkele afleveringen van de serie Boks te zien.
In 2007 verkreeg Verboom de leidende rol als aankomend arts Elin Dekkers in de Net5-dramaserie De co-assistent. Van 2010 tot 2013 was ze te zien in de tv-serie en afgeleide film Feuten, een serie die zich binnen een fictief studentencorps afspeelt.
In de tussentijd speelde ze ook in meerdere films, waaronder de bekroonde films Finn en Gone Back, en in een Amerikaanse thriller-serie. Daarnaast spreekt ze regelmatig tekenfilmkarakters in.

### Filantropie
Naast haar acteerwerk is ze ook medeoprichter van Get It Done (2007), een organisatie die via online crowdfunding geld inzamelt om kleinschalige hulpprojecten in het buitenland te financieren. Op 22 mei 2008 werden haar carrière en inzet voor het goede doel bekroond met de Talent Award tijdens het gala van de Dutch Model Awards. In 2009 stichtte ze de Stichting Cheruto Foundation, die zich inzet voor kinderen in Afrika met aids en in 2015 maakte ze zich sterk voor de campagne A Recipe for Zero Hunger. In 2014 richtte ze het filmplatform Cinetree op, hierop zijn zijn maandelijks een tiental gecureerde films met een maatschappelijke boodschap te zien. In oktober 2022 won ze de award voor Ondernemende Vrouw 2022 in de categorie ‘duurzaam ondernemen’.

## Privé
Verboom trouwde in 2019 en is moeder van een dochter en een zoon. Op haar 21ste werd ze gediagnosticeerd met een bipolaire stoornis. Ze maakte er de documentaire Uit de schaduw over.

## Beknopte filmografie
Film
- Het Cadeau (2015)
- Gone Back (2013)
- Finn: Finns lerares (2013)
- Feuten: Het Feestje: Marie Claire de Ruyter (2013)
- Quiz (2012)
- Achtste-groepers huilen niet (2012)
- Bennie Stout (2011)
- Bluf (2011)
- Sammy's avonturen: De geheime doorgang (2010)
- Me & Mr Jones: (2010)
- Long Way Home: Michelle (2008)
- The Interior: Bonni (2008)
- The Seven of Daran: Battle of Pareo Rock: Mariska Myers (2008)
- Buuv: Simone (2007)
- Drifter: Anna (2007)
- Deuce Bigalow: European Gigolo: Eva (2005)
- Snowfever: Nicky (2004)

Televisie
- Acteren
  - Elixer: Isabelle Rombauts (2025)
  - Zomer in Zeeland (2018)
  - Feuten: Marie Claire de Ruyter (2010-2013)
  - De co-assistent: Elin Dekkers (2007-2010)
  - Boks: Micky (2006-2007)
  - The Interior: Bonni (2007)
- Presentatie
  - Top of the Pops: Presentatrice (2004-2006)
  - The Passion (2011)
- Deelname aan programma
  - Peking Express VIP: (2008)
  - Celebrity Poker (2007)
  - Crazy 88: (2008)
  - Waar is De Mol? (2008)
  - It Takes 2 (2017)
- Gastrollen
  - Shouf Shouf!: Mieke (2007)
  - Het Sinterklaasjournaal (2012), juffrouw Hildie

Theater
- De Eetclub Babette Struyk